# Winthemia pinguioides
Winthemia pinguioides là một loài ruồi trong họ Tachinidae.